# Kotryna Juodzevičiūtė
Kotryna Juodzevičiūtė (13 mei 1999) is een Litouws zangeres. Ze nam in 2017 en 2018 deel aan Eurovizijos, de Litouwse preselectie voor het Eurovisiesongfestival.

## Biografie
Juodzevičiūtė nam in 2016 deel aan Lietuvos balso, de Litouwse versie van The Voice. Ze wist deze zangcompetitie te winnen. Een jaar later nam Juodzevičiūtė deel aan Eurovizijos 2017, de preselectie van Litouwen om te bepalen wie het land vertegenwoordigd op het Eurovisiesongfestival. Ze behaalde de derde plaats. Een jaar later waagde ze op Eurovizijos 2018 een nieuwe poging en eindigde ze op de vijfde plaats en legde het daarmee af tegen de winnares Ieva Zasimauskaitė.
Sinds 2016 nam Juodzevičiūtė vrijwel jaarlijks deel aan het Kaunas jazzfestival. In 2023 bracht ze samen met de Britse artiest 'Teevalentino' de single Thinking 'Bout You uit. Sinds hetzelfde jaar heeft Juodzevičiūtė zich gevestigd in Londen.

## Discografie

### Singles
- 2018: Dalis Manęs
- 2019: Vėjai ir vanduo
- 2021: True colors
- 2021: Where at?
- 2022: Užkliuvai Man Už Širdies
- 2023: Deadly dance
- 2023: Thinking 'bout you (samen met Teevalentino)
- 2023: Žydėsiu
- 2024: Niagara
- 2024: Žuvo eteris

- MusicBrainz: 5b2cd75e-7f5b-4d6e-a6b9-b1419d1238c3